# Національне шосе 4 (Фінляндія)
Національне шосе 4 (фін. Valtatie 4 або Nelostie; швед. Riksväg 4 або Riksfyran; також відоме як шосе Лахті (фін. Lahdenväylä; швед. Lahtisleden) у столичному регіоні Гельсінкі) — шосе у Фінляндії. Це головний шлях з Гельсінкі до Північної Фінляндії та головна дорога в країні. Він проходить від Erottaja в Гельсінкі до Самі Брідж в Утсьокі. Дорога має 1,295 км протяжності, яка є найдовшим шосе у Фінляндії. Дорога також є частиною європейського маршруту E75 і TERN; ділянка між Оулу і Кемі є частиною європейського маршруту E8.

## Огляд
Маршрут дороги пролягає через Гельсінкі – Лахті – Гейнола – Ювяскюля – Еенекоскі – Оулу – Кемі – Рованіемі – Соданкюля – Івало – Інарі – Утсйокі.
У Хейнолі інше шосе, яке називається Фінська національна дорога 5, відгалужується від дороги, яка проходить через Міккелі, Куопіо, Каяані та Куусамо, і нарешті знову з’єднується з шосе 4 у Соданкюля.
Перше шосе 4 пролягало від Гельсінкі до Петсамо до Другої світової війни. Після закінчення війни дорога була перенаправлена на Івало та Карігасніемі на норвезькому кордоні. Інші модифікації маршруту були зроблені протягом багатьох років.

## Зображення

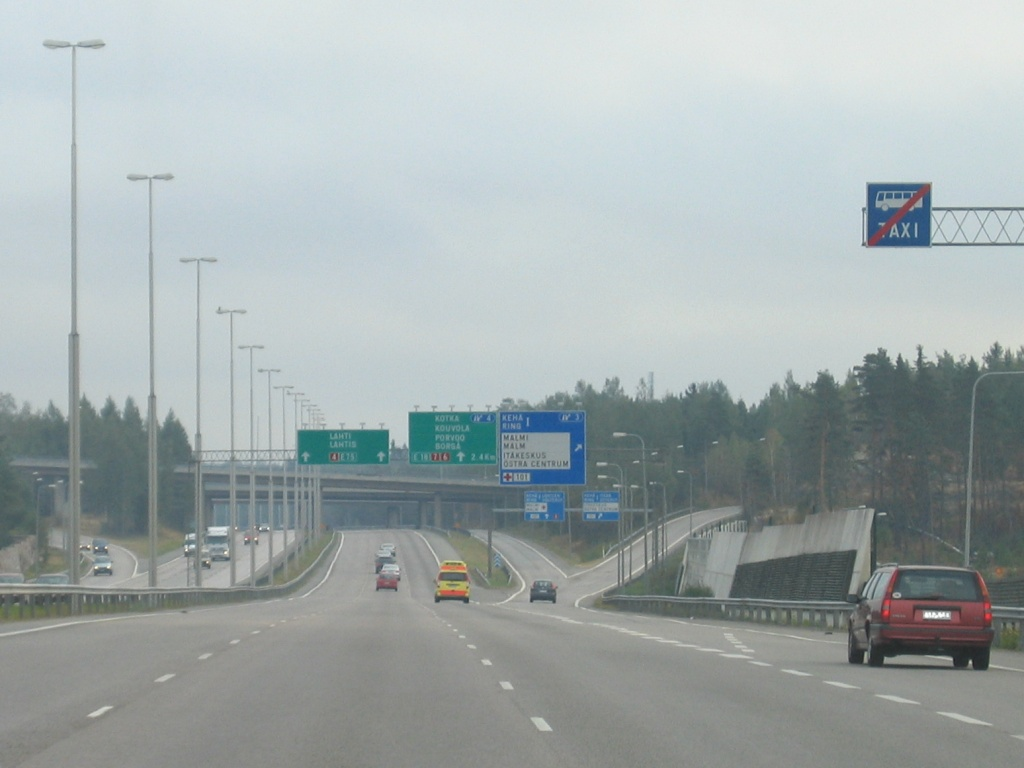
Обмінюю[що?] кільце, Гельсінкі
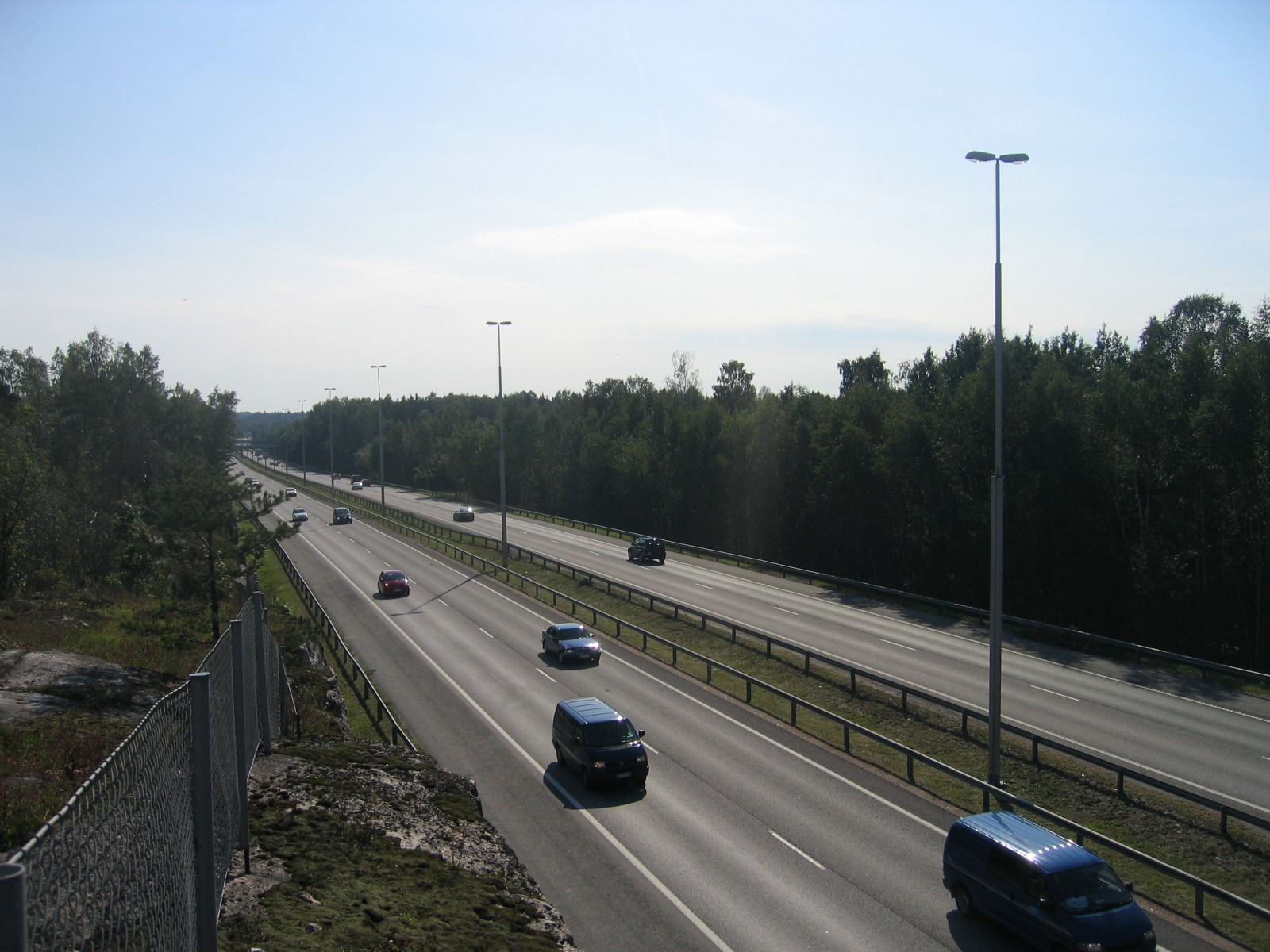
Передмістя Якомякі, Гельсінкі
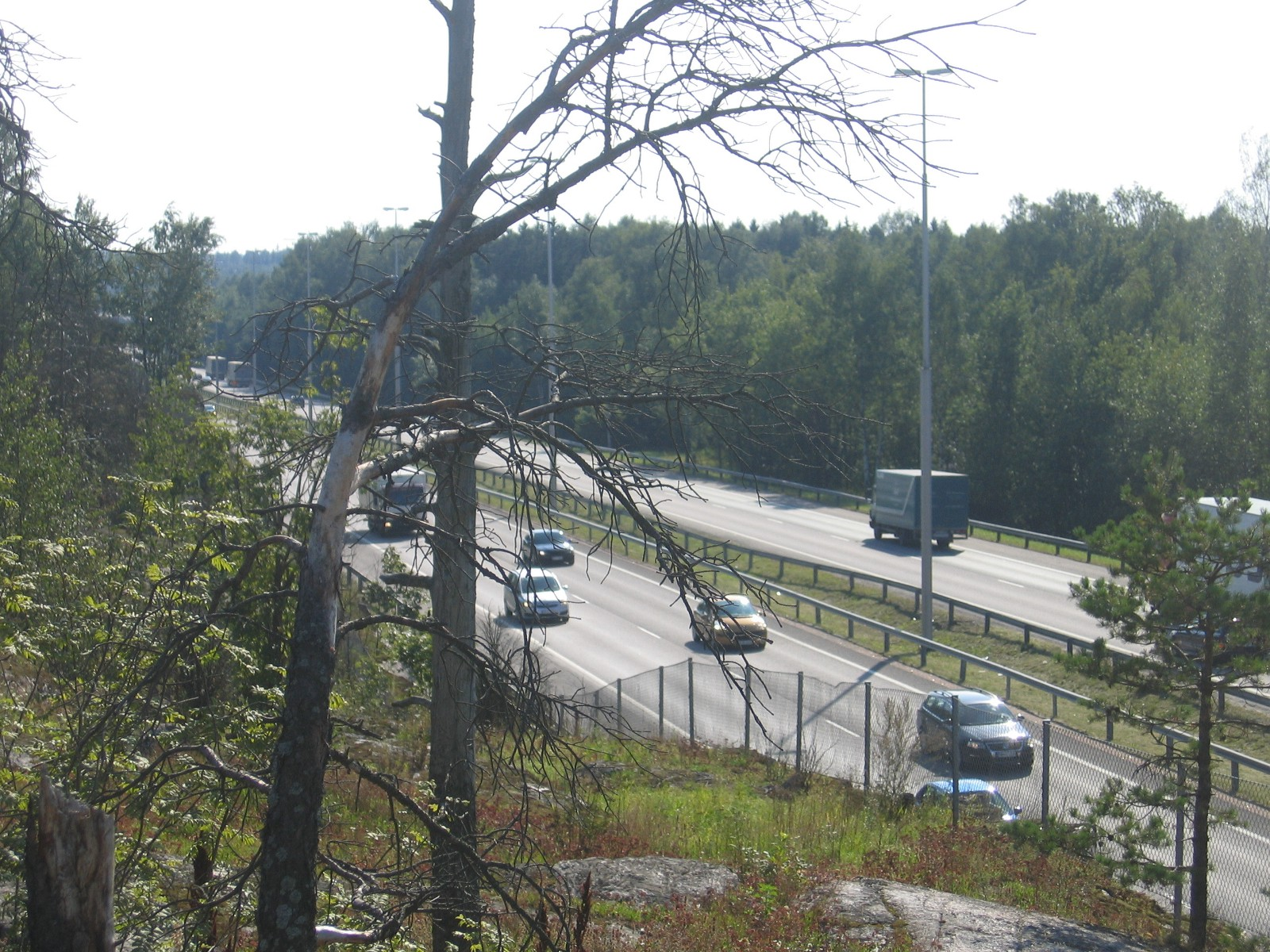
Передмістя Якомякі, Гельсінкі
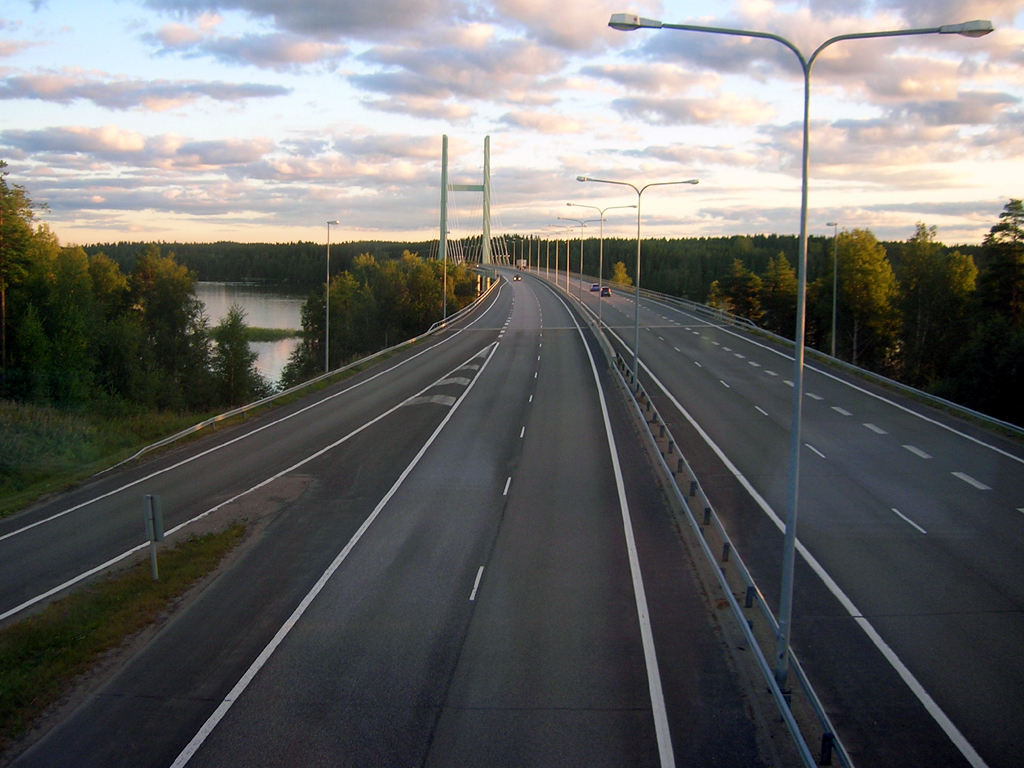
Міст Техтініємі в Хейнолі
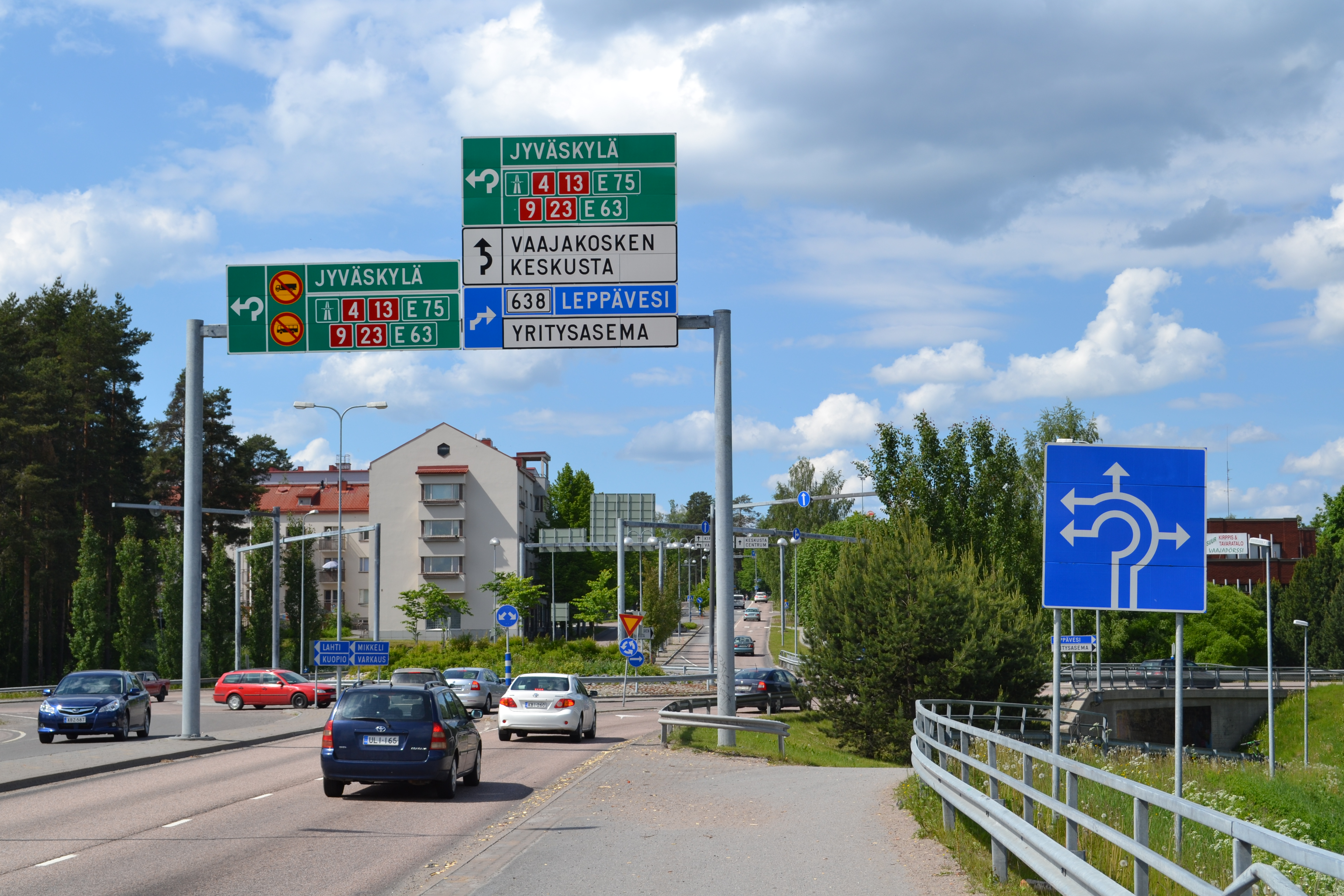
Розв'язка Vaajakoski в Ювяскюля
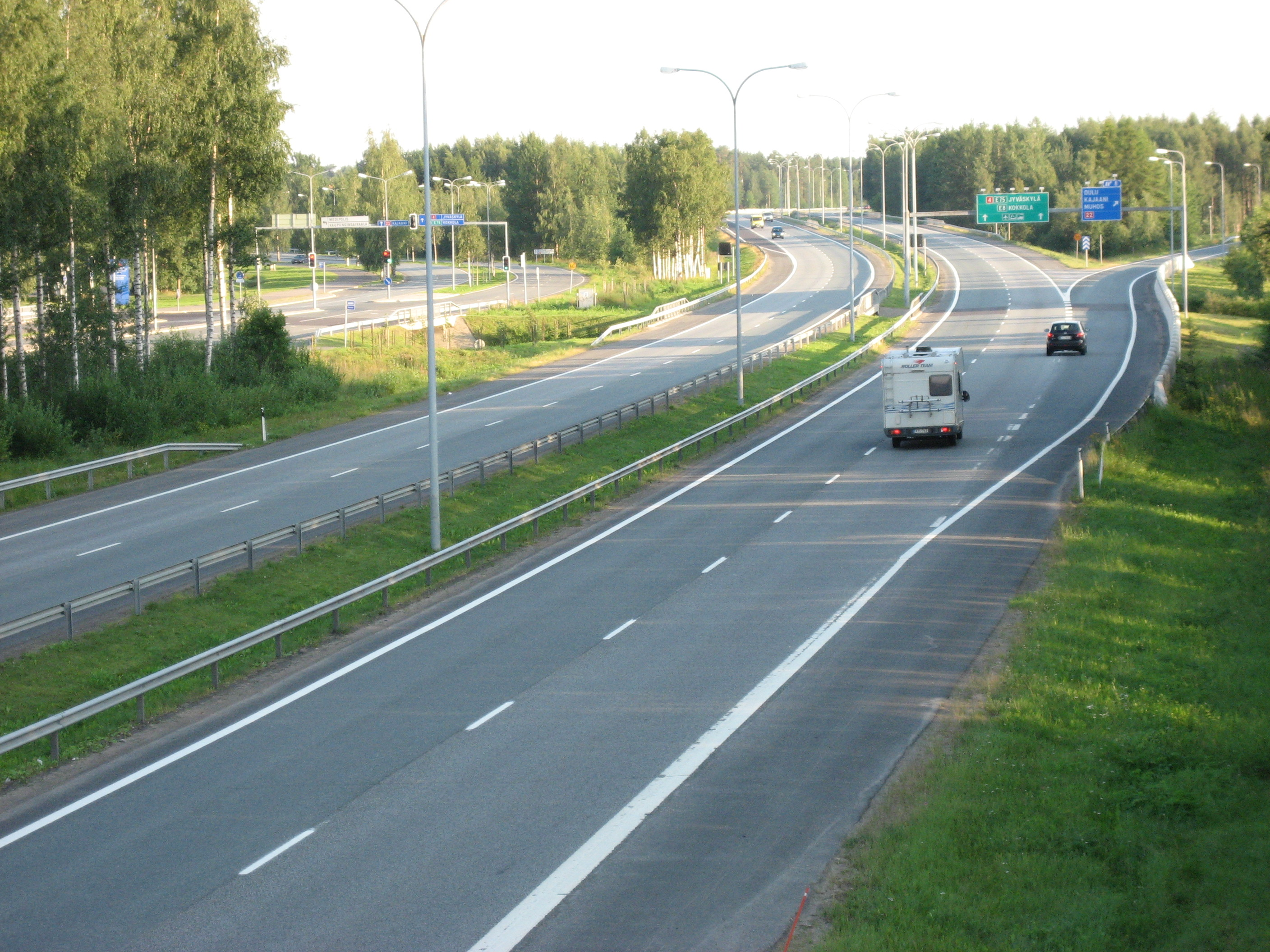
Передмістя Контінкангас, Оулу
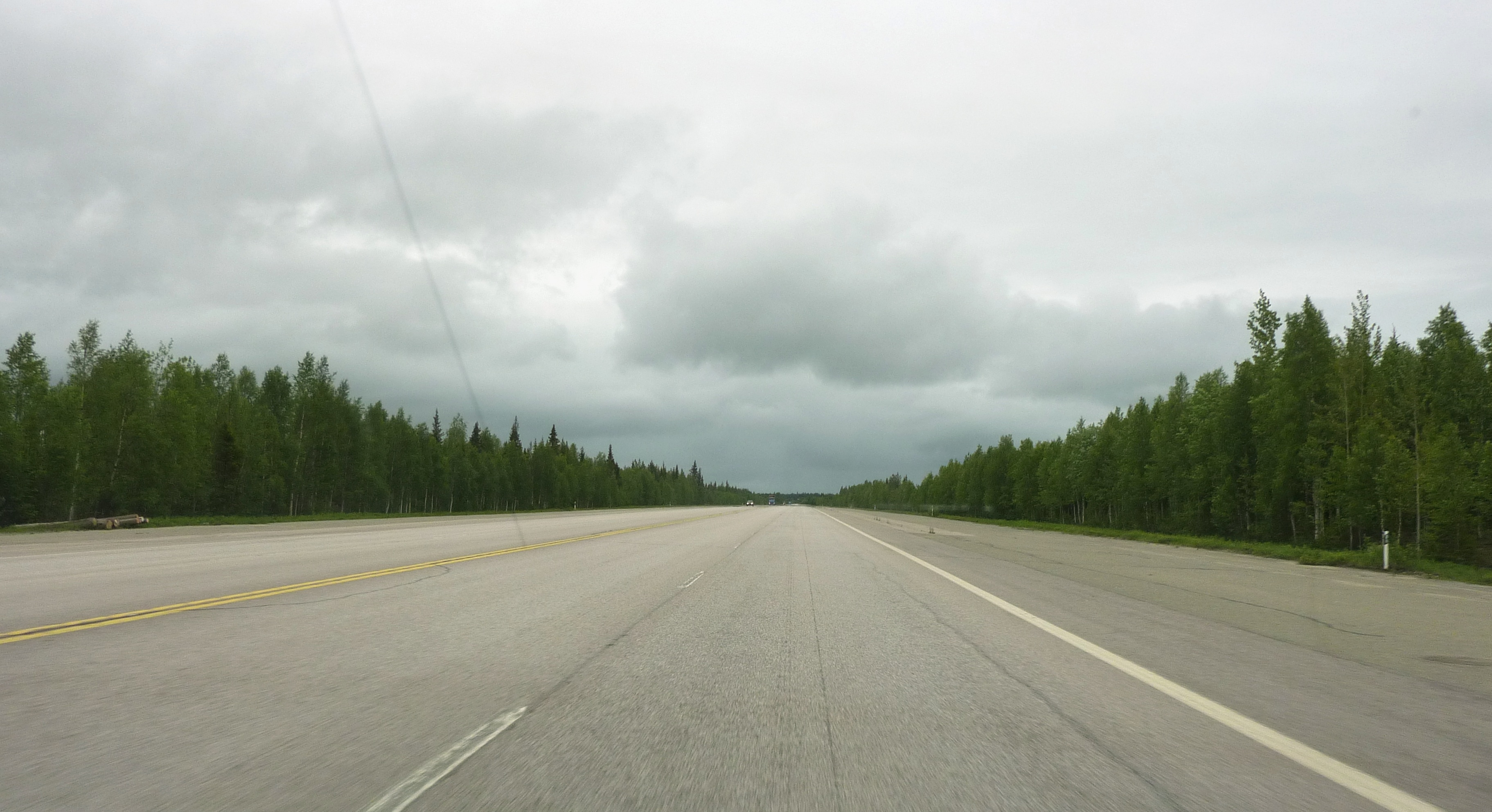
Широке плече[що?] між Рованіємі та Соданкюля
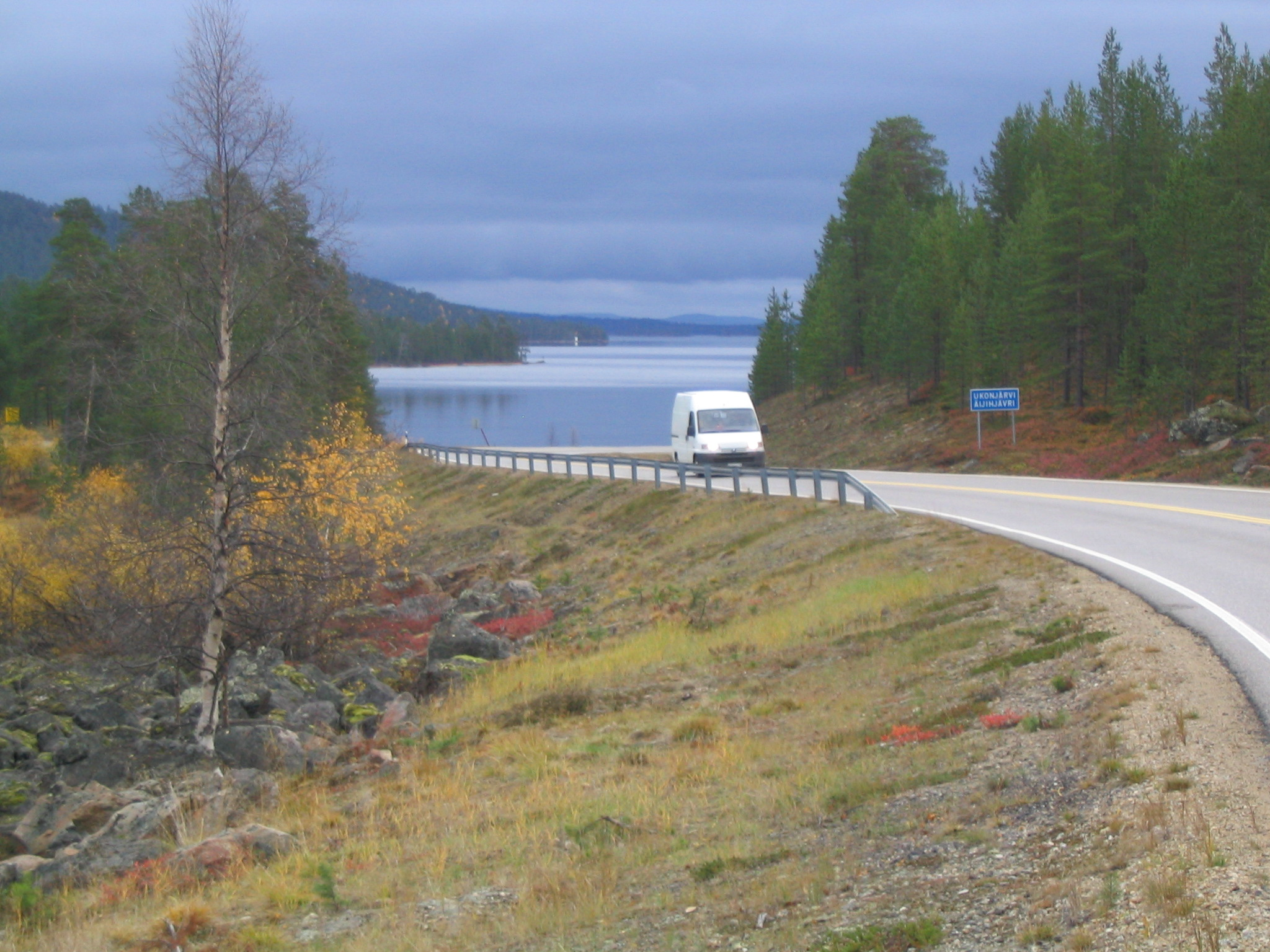
Укон'ярві, Інарі
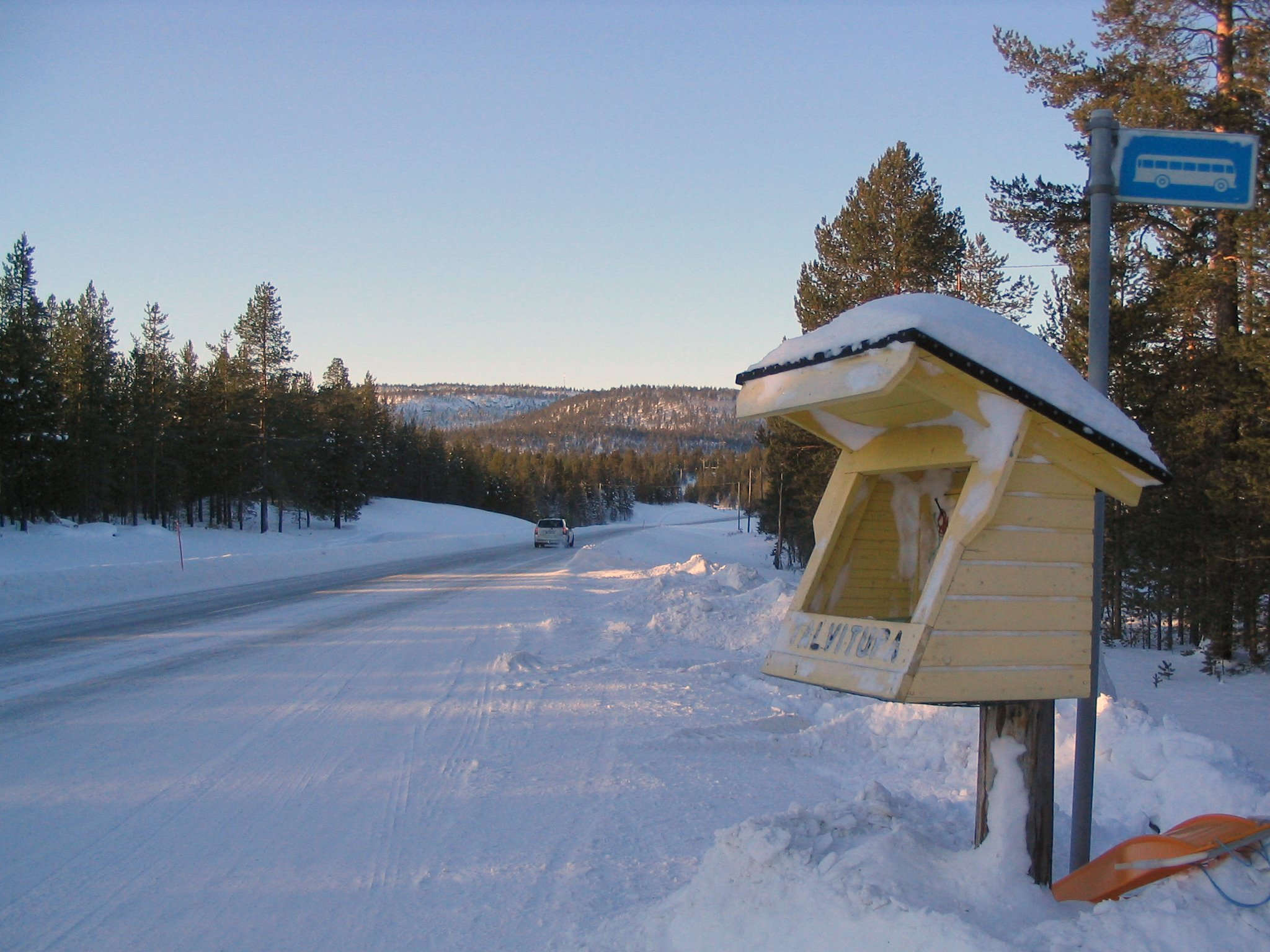
Талвітупа, Інарі
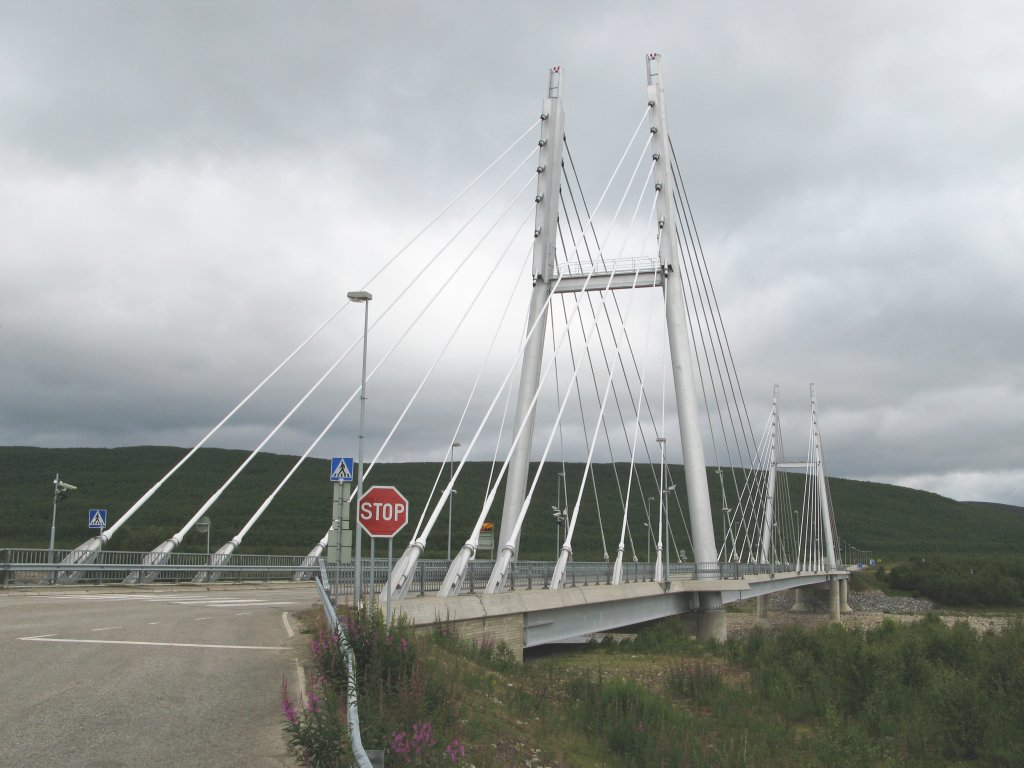
Міст Самі в центрі Утсйокі, кінцева точка національної дороги 4